# Robbie Kruse
Robbie Kruse (Brisbane, 5 ottobre 1988) è un ex calciatore australiano, di ruolo attaccante.

## Statistiche

### Cronologia presenze e reti in nazionale
| Cronologia completa delle presenze e delle reti in nazionale ― Australia | Cronologia completa delle presenze e delle reti in nazionale ― Australia | Cronologia completa delle presenze e delle reti in nazionale ― Australia | Cronologia completa delle presenze e delle reti in nazionale ― Australia | Cronologia completa delle presenze e delle reti in nazionale ― Australia | Cronologia completa delle presenze e delle reti in nazionale ― Australia | Cronologia completa delle presenze e delle reti in nazionale ― Australia | Cronologia completa delle presenze e delle reti in nazionale ― Australia |
| Data                                                                     | Città                                                                    | In casa                                                                  | Risultato                                                                | Ospiti                                                                   | Competizione                                                             | Reti                                                                     | Note                                                                     |
| ------------------------------------------------------------------------ | ------------------------------------------------------------------------ | ------------------------------------------------------------------------ | ------------------------------------------------------------------------ | ------------------------------------------------------------------------ | ------------------------------------------------------------------------ | ------------------------------------------------------------------------ | ------------------------------------------------------------------------ |
| 5-1-2011                                                                 | al-'Ayn                                                                  | Emirati Arabi Uniti                                                      | 0 – 0                                                                    | Australia                                                                | Amichevole                                                               | -                                                                        | 58’                                                                      |
| 18-1-2011                                                                | Doha                                                                     | Australia                                                                | 1 – 0                                                                    | Bahrein                                                                  | Coppa d'Asia 2011 - 1º turno                                             | -                                                                        | 90+1’                                                                    |
| 25-1-2011                                                                | Doha                                                                     | Uzbekistan                                                               | 0 – 6                                                                    | Australia                                                                | Coppa d'Asia 2011 - Semifinale                                           | 1                                                                        | 73’                                                                      |
| 29-1-2011                                                                | Doha                                                                     | Australia                                                                | 0 – 1 dts                                                                | Giappone                                                                 | Coppa d'Asia 2011 - Finale                                               | -                                                                        | 103’                                                                     |
| 29-3-2011                                                                | Mönchengladbach                                                          | Germania                                                                 | 1 – 2                                                                    | Australia                                                                | Amichevole                                                               | -                                                                        | 80’                                                                      |
| 5-6-2011                                                                 | Adelaide                                                                 | Australia                                                                | 3 – 0                                                                    | Nuova Zelanda                                                            | Amichevole                                                               | -                                                                        | 46’                                                                      |
| 7-6-2011                                                                 | Melbourne                                                                | Australia                                                                | 0 – 0                                                                    | Serbia                                                                   | Amichevole                                                               | -                                                                        | 66’                                                                      |
| 10-8-2011                                                                | Cardiff                                                                  | Galles                                                                   | 1 – 2                                                                    | Australia                                                                | Amichevole                                                               | 1                                                                        | 46’                                                                      |
| 2-9-2011                                                                 | Brisbane                                                                 | Australia                                                                | 2 – 1                                                                    | Thailandia                                                               | Qual. Mondiali 2014                                                      | -                                                                        | 71’                                                                      |
| 6-9-2011                                                                 | Riad                                                                     | Arabia Saudita                                                           | 1 – 3                                                                    | Australia                                                                | Qual. Mondiali 2014                                                      | -                                                                        | 79’                                                                      |
| 8-10-2011                                                                | Canberra                                                                 | Australia                                                                | 5 – 0                                                                    | Malaysia                                                                 | Amichevole                                                               | -                                                                        | 61’                                                                      |
| 11-10-2011                                                               | Sydney                                                                   | Australia                                                                | 3 – 0                                                                    | Oman                                                                     | Qual. Mondiali 2014                                                      | -                                                                        | 72’                                                                      |
| 11-11-2011                                                               | Mascate                                                                  | Oman                                                                     | 1 – 0                                                                    | Australia                                                                | Qual. Mondiali 2014                                                      | -                                                                        | 55’                                                                      |
| 15-11-2011                                                               | Bangkok                                                                  | Thailandia                                                               | 0 – 1                                                                    | Australia                                                                | Qual. Mondiali 2014                                                      | -                                                                        | 81’                                                                      |
| 2-6-2012                                                                 | Copenaghen                                                               | Danimarca                                                                | 2 – 0                                                                    | Australia                                                                | Amichevole                                                               | -                                                                        | 69’                                                                      |
| 8-6-2012                                                                 | Mascate                                                                  | Oman                                                                     | 0 – 0                                                                    | Australia                                                                | Qual. Mondiali 2014                                                      | -                                                                        | 83’                                                                      |
| 12-6-2012                                                                | Brisbane                                                                 | Australia                                                                | 1 – 1                                                                    | Giappone                                                                 | Qual. Mondiali 2014                                                      | -                                                                        | 90+2’                                                                    |
| 15-8-2012                                                                | Edimburgo                                                                | Scozia                                                                   | 3 – 1                                                                    | Australia                                                                | Amichevole                                                               | -                                                                        |                                                                          |
| 6-9-2012                                                                 | Beirut                                                                   | Libano                                                                   | 0 – 3                                                                    | Australia                                                                | Amichevole                                                               | -                                                                        | 60’                                                                      |
| 11-9-2012                                                                | Amman                                                                    | Giordania                                                                | 2 – 1                                                                    | Australia                                                                | Qual. Mondiali 2014                                                      | -                                                                        |                                                                          |
| 16-10-2012                                                               | Doha                                                                     | Iraq                                                                     | 1 – 2                                                                    | Australia                                                                | Qual. Mondiali 2014                                                      | -                                                                        | 79’                                                                      |
| 6-2-2013                                                                 | Malaga                                                                   | Australia                                                                | 2 – 3                                                                    | Romania                                                                  | Amichevole                                                               | -                                                                        |                                                                          |
| 26-3-2013                                                                | Sydney                                                                   | Australia                                                                | 2 – 2                                                                    | Oman                                                                     | Qual. Mondiali 2014                                                      | -                                                                        | 68’                                                                      |
| 4-6-2013                                                                 | Saitama                                                                  | Giappone                                                                 | 1 – 1                                                                    | Australia                                                                | Qual. Mondiali 2014                                                      | -                                                                        | 90+4’                                                                    |
| 11-6-2013                                                                | Melbourne                                                                | Australia                                                                | 4 – 0                                                                    | Giordania                                                                | Qual. Mondiali 2014                                                      | 1                                                                        | 87’                                                                      |
| 18-6-2013                                                                | Sydney                                                                   | Australia                                                                | 1 – 0                                                                    | Iraq                                                                     | Qual. Mondiali 2014                                                      | -                                                                        | 78’                                                                      |
| 7-9-2013                                                                 | Brasilia                                                                 | Brasile                                                                  | 6 – 0                                                                    | Australia                                                                | Amichevole                                                               | -                                                                        |                                                                          |
| 11-10-2013                                                               | Saint-Denis                                                              | Francia                                                                  | 6 – 0                                                                    | Australia                                                                | Amichevole                                                               | -                                                                        | 46’                                                                      |
| 19-11-2013                                                               | Sydney                                                                   | Australia                                                                | 1 – 0                                                                    | Costa Rica                                                               | Amichevole                                                               | -                                                                        | 77’                                                                      |
| 10-10-2014                                                               | Abu Dhabi                                                                | Emirati Arabi Uniti                                                      | 0 – 0                                                                    | Australia                                                                | Amichevole                                                               | -                                                                        | 61’                                                                      |
| 14-10-2014                                                               | Doha                                                                     | Qatar                                                                    | 1 – 0                                                                    | Australia                                                                | Amichevole                                                               | -                                                                        | 63’                                                                      |
| 18-11-2014                                                               | Osaka                                                                    | Giappone                                                                 | 2 – 1                                                                    | Australia                                                                | Amichevole                                                               | -                                                                        | 87’                                                                      |
| 9-1-2015                                                                 | Melbourne                                                                | Australia                                                                | 4 – 1                                                                    | Kuwait                                                                   | Coppa d'Asia 2015 - 1º turno                                             | -                                                                        | 72’                                                                      |
| 13-1-2015                                                                | Sydney                                                                   | Australia                                                                | 4 – 0                                                                    | Oman                                                                     | Coppa d'Asia 2015 - 1º turno                                             | 1                                                                        |                                                                          |
| 17-1-2015                                                                | Brisbane                                                                 | Australia                                                                | 0 – 1                                                                    | Corea del Sud                                                            | Coppa d'Asia 2015 - 1º turno                                             | -                                                                        | 71’                                                                      |
| 22-1-2015                                                                | Brisbane                                                                 | Australia                                                                | 2 – 0                                                                    | Cina                                                                     | Coppa d'Asia 2015 - Quarti di finale                                     | -                                                                        |                                                                          |
| 27-1-2015                                                                | Newcastle                                                                | Australia                                                                | 2 – 0                                                                    | Emirati Arabi Uniti                                                      | Coppa d'Asia 2015 - Semifinale                                           | -                                                                        | 67’                                                                      |
| 31-1-2015                                                                | Sydney                                                                   | Australia                                                                | 2 – 1 dts                                                                | Corea del Sud                                                            | Coppa d'Asia 2015 - Finale                                               | -                                                                        | 63’ 68’                                                                  |
| 24-3-2016                                                                | Adelaide                                                                 | Australia                                                                | 7 – 0                                                                    | Tagikistan                                                               | Qual. Mondiali 2018                                                      | -                                                                        | 76’                                                                      |
| 29-3-2016                                                                | Sydney                                                                   | Australia                                                                | 5 – 1                                                                    | Giordania                                                                | Qual. Mondiali 2018                                                      | -                                                                        | 71’                                                                      |
| 27-5-2016                                                                | Sunderland                                                               | Inghilterra                                                              | 2 – 1                                                                    | Australia                                                                | Amichevole                                                               | -                                                                        | 84’                                                                      |
| 4-6-2016                                                                 | Sydney                                                                   | Australia                                                                | 1 – 0                                                                    | Grecia                                                                   | Amichevole                                                               | -                                                                        | 61’                                                                      |
| 7-6-2016                                                                 | Melbourne                                                                | Australia                                                                | 1 – 2                                                                    | Grecia                                                                   | Amichevole                                                               | -                                                                        | 81’                                                                      |
| 1-9-2016                                                                 | Perth                                                                    | Australia                                                                | 2 – 0                                                                    | Iraq                                                                     | Qual. Mondiali 2018                                                      | -                                                                        | 65’                                                                      |
| 6-9-2016                                                                 | Abu Dhabi                                                                | Emirati Arabi Uniti                                                      | 0 – 1                                                                    | Australia                                                                | Qual. Mondiali 2018                                                      | -                                                                        |                                                                          |
| 6-10-2016                                                                | Gedda                                                                    | Arabia Saudita                                                           | 2 – 2                                                                    | Australia                                                                | Qual. Mondiali 2018                                                      | -                                                                        |                                                                          |
| 11-10-2016                                                               | Melbourne                                                                | Australia                                                                | 1 – 1                                                                    | Giappone                                                                 | Qual. Mondiali 2018                                                      | -                                                                        | 57’                                                                      |
| 15-11-2016                                                               | Bangkok                                                                  | Thailandia                                                               | 2 – 2                                                                    | Australia                                                                | Qual. Mondiali 2018                                                      | -                                                                        |                                                                          |
| 23-3-2017                                                                | Baghdad                                                                  | Iraq                                                                     | 1 – 1                                                                    | Australia                                                                | Qual. Mondiali 2018                                                      | -                                                                        | 63’                                                                      |
| 28-3-2017                                                                | Sydney                                                                   | Australia                                                                | 2 – 0                                                                    | Emirati Arabi Uniti                                                      | Qual. Mondiali 2018                                                      | -                                                                        | 81’                                                                      |
| 8-6-2017                                                                 | Sydney                                                                   | Australia                                                                | 3 – 2                                                                    | Arabia Saudita                                                           | Qual. Mondiali 2018                                                      | -                                                                        | 63’                                                                      |
| 13-6-2017                                                                | Melbourne                                                                | Australia                                                                | 0 – 4                                                                    | Brasile                                                                  | Amichevole                                                               | -                                                                        |                                                                          |
| 19-6-2017                                                                | Soči                                                                     | Australia                                                                | 2 – 3                                                                    | Germania                                                                 | Conf. Cup 2017 - 1º turno                                                | -                                                                        | 46’                                                                      |
| 22-6-2017                                                                | San Pietroburgo                                                          | Camerun                                                                  | 1 – 1                                                                    | Australia                                                                | Conf. Cup 2017 - 1º turno                                                | -                                                                        | 65’                                                                      |
| 25-6-2017                                                                | Mosca                                                                    | Cile                                                                     | 1 – 1                                                                    | Australia                                                                | Conf. Cup 2017 - 1º turno                                                | -                                                                        | 72’                                                                      |
| 31-8-2017                                                                | Saitama                                                                  | Giappone                                                                 | 2 – 0                                                                    | Australia                                                                | Qual. Mondiali 2018                                                      | -                                                                        | 90’                                                                      |
| 5-9-2017                                                                 | Melbourne                                                                | Australia                                                                | 2 – 1                                                                    | Thailandia                                                               | Qual. Mondiali 2018                                                      | -                                                                        | 57’                                                                      |
| 5-10-2017                                                                | Malacca                                                                  | Siria                                                                    | 1 – 1                                                                    | Australia                                                                | Qual. Mondiali 2018                                                      | 1                                                                        | 69’                                                                      |
| 10-10-2017                                                               | Sydney                                                                   | Australia                                                                | 2 – 1 dts                                                                | Siria                                                                    | Qual. Mondiali 2018                                                      | -                                                                        |                                                                          |
| 15-11-2017                                                               | Sydney                                                                   | Australia                                                                | 3 – 1                                                                    | Honduras                                                                 | Qual. Mondiali 2018                                                      | -                                                                        | 57’                                                                      |
| 23-3-2018                                                                | Oslo                                                                     | Norvegia                                                                 | 4 – 1                                                                    | Australia                                                                | Amichevole                                                               | -                                                                        | 74’                                                                      |
| 27-3-2018                                                                | Londra                                                                   | Colombia                                                                 | 0 – 0                                                                    | Australia                                                                | Amichevole                                                               | -                                                                        | 73’                                                                      |
| 1-6-2018                                                                 | Sankt Pölten                                                             | Australia                                                                | 4 – 0                                                                    | Rep. Ceca                                                                | Amichevole                                                               | -                                                                        | 73’                                                                      |
| 9-6-2018                                                                 | Budapest                                                                 | Ungheria                                                                 | 1 – 2                                                                    | Australia                                                                | Amichevole                                                               | -                                                                        | 73’                                                                      |
| 16-6-2018                                                                | Kazan'                                                                   | Francia                                                                  | 2 – 1                                                                    | Australia                                                                | Mondiali 2018 - 1º turno                                                 | -                                                                        | 84’                                                                      |
| 21-6-2018                                                                | Samara                                                                   | Danimarca                                                                | 1 – 1                                                                    | Australia                                                                | Mondiali 2018 - 1º turno                                                 | -                                                                        | 68’                                                                      |
| 26-6-2018                                                                | Soči                                                                     | Australia                                                                | 0 – 2                                                                    | Perù                                                                     | Mondiali 2018 - 1º turno                                                 | -                                                                        | 58’                                                                      |
| 15-10-2018                                                               | Al Kuwait                                                                | Kuwait                                                                   | 0 – 4                                                                    | Australia                                                                | Amichevole                                                               | -                                                                        | 65’                                                                      |
| 17-11-2018                                                               | Brisbane                                                                 | Australia                                                                | 1 – 1                                                                    | Corea del Sud                                                            | Amichevole                                                               | -                                                                        | 55’                                                                      |
| 30-12-2018                                                               | Dubai                                                                    | Oman                                                                     | 0 – 5                                                                    | Australia                                                                | Amichevole                                                               | -                                                                        | 64’                                                                      |
| 6-1-2019                                                                 | al-'Ayn                                                                  | Australia                                                                | 0 – 1                                                                    | Giordania                                                                | Coppa d'Asia 2019 - 1º turno                                             | -                                                                        | 55’                                                                      |
| 11-1-2019                                                                | Dubai                                                                    | Palestina                                                                | 0 – 3                                                                    | Australia                                                                | Coppa d'Asia 2019 - 1º turno                                             | -                                                                        | 88’                                                                      |
| 15-1-2019                                                                | al-'Ayn                                                                  | Australia                                                                | 3 – 2                                                                    | Siria                                                                    | Coppa d'Asia 2019 - 1º turno                                             | -                                                                        | 82’                                                                      |
| 21-1-2019                                                                | al-'Ayn                                                                  | Australia                                                                | 0 – 0 dts (4 – 2 dtr)                                                    | Uzbekistan                                                               | Coppa d'Asia 2019 - Ottavi di finale                                     | -                                                                        | 96’                                                                      |
| 25-1-2019                                                                | al-'Ayn                                                                  | Emirati Arabi Uniti                                                      | 1 – 0                                                                    | Australia                                                                | Coppa d'Asia 2019 - Quarti di finale                                     | -                                                                        | 44’ 73’                                                                  |
| Totale                                                                   |                                                                          | Presenze                                                                 | 75                                                                       |                                                                          | Reti                                                                     | 5                                                                        |                                                                          |

## Palmarès

### Nazionale
- Coppa d'Asia: 1

2015